# Anielin (powiat płoński)
Anielin – wieś w Polsce położona w województwie mazowieckim, w powiecie płońskim, w gminie Nowe Miasto.
Wieś wchodzi w skład sołectwa Anielin – Belin.
W latach 1975–1998 miejscowość należała administracyjnie do województwa ciechanowskiego.